# Cvetko Uzunovski
Cvetko Uzunovski, makedonski general, * 24. december 1912, † 24. maj 1993.

## Življenjepis
Med letoma 1937 in 1939 je sodeloval v španski državljanski vojni, nato pa je bil do leta 1941 v francoski internaciji. Istega leta se je vrnil v Jugoslavijo in se pridružil NOVJ; med vojno je bil politični komisar Generalštaba NOV in PO Makedonije, načelnik Ozne za Makedonijo,...
Po vojni je bil notranji minister Makedonije, član Izvršnega sveta Makedonije, član Zveznega izvršnega sveta, načelnik Uprave za civilno zaščito v Državnem sekretariatu za notranj zadeve ...